# Кревкер ан Бри
Кревкер ан Бри (фр. Crèvecoeur-en-Brie) је насељено место у Француској у региону Париски регион, у департману Сена и Марна.
По подацима из 2011. године у општини је живело 303 становника, а густина насељености је износила 32,97 становника/km².

## Демографија
| 1962. | 1968. | 1975. | 1982. | 1990. | 2011. |
| ----- | ----- | ----- | ----- | ----- | ----- |
| 162   | 145   | 235   | 266   | 268   | 303   |